# Jason Brown (patinador)
Jason Brown (Los Ángeles, 15 de diciembre de 1994) es un patinador artístico sobre hielo estadounidense. Medallista de plata del Campeonato Mundial Júnior de 2013 y bronce en 2012. Ganador de la Final del Grand Prix Júnior de 2011. Ganador del Campeonato de Estados Unidos de 2015, medallista de bronce del Campeonato de los Cuatro Continentes de 2018 y medallista de bronce por equipos en los Juegos Olímpicos de Sochi 2014.

## Vida personal
Nació en diciembre de 1994 en Los Ángeles, California. Su madre es productora de televisión y su padre empleado en una compañía. Tiene una hermana mayor y un hermano menor. En 2013 se inscribió en la Universidad de Colorado y toca el piano.

## Carrera

### Nivel júnior

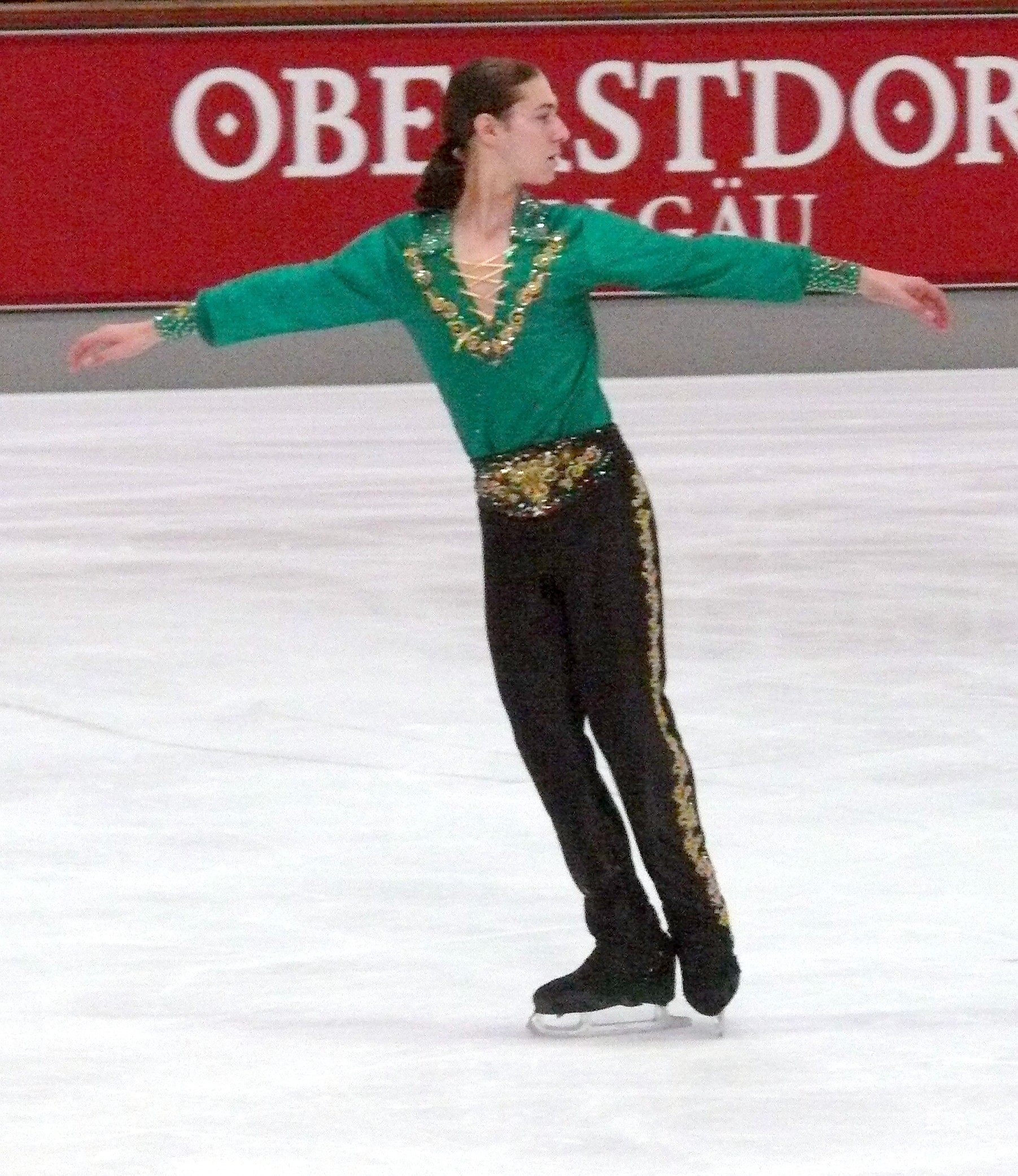
Brown en el Trofeo Nebelhorn de 2013.

Comenzó a patinar a la edad de tres años y medio cuando su madre lo inscribió a clases de patinaje junto a su hermana. Desde los cinco años de edad fue entrenado por Kori Ade. Desde 2009 sus programas fueron coreografiados por Rohene Ward. A los once años Brown ganó el bronce en una competición amateur, en nivel júnior debutó en el Campeonato de Estados Unidos de 2010 donde ganó el primer lugar.
En el Grand Prix Júnior de Francia obtuvo el segundo lugar y en Japón se ubicó en el sexto lugar. Debutó en nivel sénior en el Campeonato de Estados Unidos de 2011 donde logró ubicarse en la novena posición. Compitió y quedó en séptimo lugar en el Campeonato del Mundo Júnior de 2011. Ganó el primer lugar en el evento de Grand Prix Júnior en Australia, se llevó el segundo lugar en Italia y calificó a la final. Se posicionó en segundo lugar en los programas corto y libre, ganó la medalla de oro. En el Campeonato del Mundo Júnior de 2012 ganó la medalla de bronce. Ganó la medalla de plata en el Campeonato del Mundo Júnior de 2013. En mayo de 2013 Brown y su entrenadora Kori Ade se mudaron al Colorado Sports Center para mejorar sus entrenamientos.

### Nivel sénior
Hizo su debut internacional en nivel sénior en el Trofeo Nebelhorn de 2013, donde ganó la medalla de plata. Se ubicó en quinto lugar en el Skate America de 2013 y el en Trofeo Éric Bompard de 2013 ganó el bronce. En el Campeonato de Estados Unidos de 2014 ganó la medalla de plata y fue seleccionado para formar el equipo para los Juegos Olímpicos de Sochi 2014. En la prueba de equipos ganaron la medalla de bronce. En la prueba individual obtuvo el sexto lugar en el programa corto y el lugar 11 en el programa libre, terminó en el noveno lugar.
En la temporada 2014-2015 participó en el Trofeo Nebelhorn de 2014 y ganó la medalla de oro. En el Skate America obtuvo el segundo lugar y se ubicó en la quinta posición en la Copa Rostelecom. En el Campeonato de Estados Unidos de 2015 obtuvo el primer lugar en el programa corto y segundo en el libre, ganó el oro y su primer título nacional en nivel sénior. Terminó en sexto lugar en el Campeonato de los Cuatro Continentes de 2015. Suspendió su participación en el Trofeo NHK de 2015 debido a una lesión en la espalda que se agravó y también dejó su participación en el Campeonato de Estados Unidos de 2016. En el Skate America de 2016 ganó la medalla de plata. Ganó la medalla de bronce en el Campeonato de Estados Unidos de 2017.
Ganó la medalla de plata en el Skate Canada de 2017 donde se ubicó en tercer lugar en su programa corto y segundo en el libre. En el Trofeo NHK de 2017 se ubicó en el cuarto lugar. Tras la salida de Jin Boyang de la competición, Brown fue elegido para participar en la Final del Grand Prix de 2017-2018 en Nagoya, Japón. En el Campeonato de Estados Unidos de 2018 terminó en sexto lugar y fue nombrado como uno de los posibles participantes del equipo americano para los Juegos Olímpicos de invierno de 2018. En el Campeonato de los Cuatro Continentes de 2018 ganó la medalla de bronce. En mayo de 2018 Brown anunció que dejó de entrenar con Kori Ade para continuar su carrera con Brian Orser y Tracy Wilson en el Toronto Cricket, Skating and Curling Club en Toronto, Canadá.

### Programas
|           | Programa corto                                                               | Programa libre                                                    | Exhibición                                           |
| --------- | ---------------------------------------------------------------------------- | ----------------------------------------------------------------- | ---------------------------------------------------- |
| 2018–2019 | Love is a Bitch de Two Feet                                                  | Old Friends Bookends A Hazy Shade of Winter de Paul Simon         |                                                      |
| 2017–2018 | The Room Where It Happens de Lin-Manuel Miranda (coreografía de Rohene Ward) | The Scent of Love de Michael Nyman (coreografía de Rohene Ward)   | Can't Stop the Feeling! de Justin Timberlake         |
| 2016–2017 | Appassionata de Secret Garden (coreografía de Rohene Ward)                   | The Scent of Love de Michael Nyman (coreografía de Rohene Ward)   | Signed, Sealed, Delivered I'm Yours de Stevie Wonder |
| 2015–2016 | Appassionata de Secret Garden (coreografía de Rohene Ward)                   | The Scent of Love de Michael Nyman (coreografía de Rohene Ward)   | Writing's on the Wall de Sam Smith                   |
| 2014–2015 | Juke de Little Walters (coreografía de Rohene Ward)                          | Tristan & Iseult de Maxime Rodriguez (coreografía de Rohene Ward) | Cotton-Eyed Joe de Rednex                            |
| 2013–2014 | The Question of U de Prince (coreografía de Rohene Ward)                     | Reel Around the Sun de Bill Whelan (coreografía de Rohene Ward)   | U Can't Touch This de MC Hammer                      |
| 2012–2013 | The Question of U de Prince (coreografía de Rohene Ward)                     | Liebesträume de Franz Liszt (coreografía de Rohene Ward)          | A Drop in the Ocean de Ron Pope                      |
| 2011–2012 | Grand Guignol de Bajofondo Tango Club (coreografía de Rohene Ward)           | Flow Like Water de James Newton Howard                            | A Drop in the Ocean de Ron Pope                      |
| 2010–2011 | Baliwood de King City                                                        | Turandot de Giacomo Puccini                                       | The Time Of My Life de David Cook                    |

### Resultados detallados

#### Nivel sénior
- Las mejores marcas personales aparecen en negrita.

| Temporada 2018-2019         | Temporada 2018-2019                                          | Temporada 2018-2019 | Temporada 2018-2019 | Temporada 2018-2019 |
| Fecha                       | Evento                                                       | Programa corto      | Programa libre      | Total               |
| --------------------------- | ------------------------------------------------------------ | ------------------- | ------------------- | ------------------- |
| 18–24 de marzo de 2019      | Campeonato Mundial de Patinaje Artístico sobre Hielo de 2019 | 2 96.81             | 14 157.34           | 9 254.15            |
| 7–10 de febrero de 2019     | Campeonato de los Cuatro Continentes 2019                    | 6 86.57             | 4 172.32            | 5 258.89            |
| 19–27 de enero de 2019      | Campeonato Nacional de Estados Unidos 2019                   | 2 100.52            | 3 172.56            | 3 273.08            |
| 5–8 de diciembre de 2018    | CS Golden Spin de Zagreb 2018                                | 2 95.50             | 1 167.92            | 1 263.42            |
| 23–25 de noviembre de 2018  | Internationaux de France 2018                                | 1 96.41             | 3 159.92            | 2 256.33            |
| 26–28 de octubre de 2018    | Skate Canada International 2018                              | 11 76.46            | 6 158.51            | 6 234.97            |
| 20–22 de septiembre de 2018 | Autumn Classic International de 2018                         | 3 88.90             | 5 144.33            | 4 233.23            |

| Temporada 2017-2018                   | Temporada 2017-2018                               | Temporada 2017-2018 | Temporada 2017-2018 | Temporada 2017-2018 |
| Fecha                                 | Evento                                            | Programa corto      | Programa libre      | Total               |
| ------------------------------------- | ------------------------------------------------- | ------------------- | ------------------- | ------------------- |
| 22–28 de enero de 2018                | Campeonato de los Cuatro Continentes de 2018      | 4 89.78             | 3 179.44            | 3 269.22            |
| 29 de diciembre – 8 de enero de 2018  | Campeonato de Estados Unidos de 2018              | 3 93.23             | 6 160.45            | 6 253.68            |
| 7–10 de diciembre de 2017             | Final del Grand Prix de 2017-2018                 | 4 89.02             | 6 164.79            | 6 253.81            |
| 10–12 de noviembre de 2017            | Trofeo NHK 2017                                   | 3 85.36             | 4 160.59            | 4 245.95            |
| 27–29 de octubre de 2017              | Skate Canada International 2017                   | 3 90.71             | 2 170.43            | 2 261.14            |
| September 14–17 de septiembre de 2017 | CS Trofeo de Lombardia 2017                       | 2 83.01             | 2 176.87            | 2 259.88            |
| Temporada 2016-2017                   |                                                   |                     |                     |                     |
| Fecha                                 | Evento                                            | Programa corto      | Programa libre      | Total               |
| 20–23 de abril de 2017                | Trofeo por Equipos de 2017                        | 5 94.32             | 6 179.35            | 3T/6P 273.67        |
| 29 de marzo – 2 de abril de 2017      | Campeonato del Mundo de 2017                      | 8 93.10             | 7 176.47            | 7 269.57            |
| 15–19 de febrero de 2017              | Campeonato de los Cuatro Continentes de 2017      | 9 80.77             | 6 165.08            | 6 245.85            |
| 14–22 de enero de 2017                | Campeonato de Estados Unidos de 2017              | 4 79.23             | 3 175.00            | 3 254.23            |
| 25–27 de noviembre de 2016            | Trofeo NHK 2016                                   | 8 74.33             | 7 144.14            | 7 218.47            |
| 21–23 de octubre de 2016              | Skate America 2016                                | 3 85.75             | 2 182.63            | 2 268.38            |
| 14–18 de septiembre de 2016           | CS U.S. Classic de 2016                           | 2 83.18             | 1 170.86            | 1 254.04            |
| 8–11 de septiembre de 2016            | CS Trofeo de Lombardia 2016                       | 2 81.58             | 1 174.91            | 2 256.49            |
| Temporada 2015–2016                   |                                                   |                     |                     |                     |
| Fecha                                 | Evento                                            | Programa corto      | Programa libre      | Total               |
| 27–31 de octubre de 2015              | Ice Challenge de 2015                             | 1 85.29             | 4 155.36            | 2 240.65            |
| 23–25 de octubre de 2015              | Skate America 2015                                | 8 78.64             | 3 159.83            | 3 238.47            |
| 1–3 de octubre de 2015                | CS Trofeo Ondrej Nepela de 2015                   | 2 76.98             | 1 162.39            | 1 239.37            |
| Temporada 2014–2015                   |                                                   |                     |                     |                     |
| Fecha                                 | Evento                                            | Programa corto      | Programa libre      | Total               |
| 16–19 de abril de 2015                | Trofeo por Equipos de 2015                        | 3 86.38             | 2 176.69            | 1T/2P 263.17        |
| 23–29 de marzo de 2015                | Campeonato del Mundo de 2015                      | 6 84.32             | 5 163.97            | 4 248.29            |
| 9–15 de febrero de 2015               | Campeonato de los Cuatro Continentes de 2015      | 9 75.86             | 6 167.35            | 6 243.21            |
| 18–25 de enero de 2015                | Campeonato de Estados Unidos de 2015              | 1 93.36             | 2 181.62            | 1 274.98            |
| 14–16 de noviembre de 2014            | Copa Rostelecom 2014                              | 7 76.32             | 4 159.24            | 5 235.56            |
| 24–26 de octubre de 2014              | Skate America 2014                                | 3 79.75             | 3 154.42            | 2 234.17            |
| 24–27 de septiembre de 2014           | CS Trofeo Nebelhorn 2014                          | 1 83.59             | 1 153.38            | 1 237.17            |
| Temporada 2013–2014                   |                                                   |                     |                     |                     |
| Fecha                                 | Evento                                            | Programa corto      | Programa libre      | Total               |
| 7–23 de febrero de 2014               | Juegos Olímpicos de invierno de 2014 - Individual | 6 86.00             | 11 152.37           | 9 238.37            |
| 7–23 de febrero de 2014               | Juegos Olímpicos de invierno de 2014 - Equipos    | –                   | 4 153.67            | 3                   |
| 5–12 de enero de 2014                 | Campeonato de Estados Unidos de 2014              | 3 87.47             | 1 182.61            | 2 270.08            |
| 15–17 de noviembre de 2013            | Trofeo Éric Bompard 2013                          | 3 84.77             | 3 158.32            | 3 243.09            |
| 17–20 de octubre de 2013              | Skate America 2013                                | 2 83.78             | 6 147.25            | 5 231.03            |
| 26–28 de septiembre de 2013           | Trofeo Nebelhorn 2013                             | 2 79.41             | 2 149.02            | 2 228.43            |

#### Nivel júnior
- Las mejores marcas personales aparecen en negrita.

| Temporada 2012–2013                | Temporada 2012–2013                      | Temporada 2012–2013 | Temporada 2012–2013 | Temporada 2012–2013 | Temporada 2012–2013 |
| Fecha                              | Evento                                   | Programa corto      | Programa libre      | Total               |                     |
| ---------------------------------- | ---------------------------------------- | ------------------- | ------------------- | ------------------- | ------------------- |
| 25 de febrero – 3 de marzo de 2013 | Campeonato del Mundo Júnior de 2013      | 3 70.06             | 1 154.09            | 2 224.15            |                     |
| 19–27 de enero de 2013             | Campeonato de Estados Unidos de 2013     | 7 74.05             | 8 149.24            | 8 223.29            |                     |
| 6–9 de diciembre de 2012           | Final del Grand Prix Júnior de 2012–2013 | 3 69.43             | 4 128.89            | 4 198.32            |                     |
| 22–24 de septiembre de 2012        | Grand Prix Júnior de Turquía 2012        | 1 65.95             | 1 132.21            | 1 198.16            |                     |
| 23–25 de agosto de 2012            | Grand Prix Júnior de Francia 2012        | 3 59.33             | 2 126.48            | 2 185.81            |                     |
| Temporada 2011–2012                |                                          |                     |                     |                     |                     |
| Fecha                              | Evento                                   | Programa corto      | Programa libre      | Total               |                     |
| 27 de febrero – 4 de marzo de 2012 | Campeonato del Mundo Júnior de 2012      | 4 70.20             | 3 144.70            | 3 214.90            |                     |
| 22–29 de enero de 2012             | Campeonato de Estados Unidos de 2012     | 7 75.68             | 14 133.48           | 9 209.16            |                     |
| 8–11 de diciembre de 2011          | Final del Grand Prix Júnior de 2011–2012 | 2 68.77             | 2 139.64            | 1 208.41            |                     |
| 6–8 de octubre de 2011             | Grand Prix Júnior de Italia 2011         | 2 68.37             | 2 125.91            | 2 219.37            |                     |
| 8–10 de septiembre de 2011         | Grand Prix Júnior de Australia 2011      | 1 68.20             | 1 129.03            | 1 197.23            |                     |
| Temporada 2010–2011                |                                          |                     |                     |                     |                     |
| Fecha                              | Evento                                   | Programa corto      | Programa libre      | Total               |                     |
| 28 de febrero – 6 de marzo de 2011 | Campeonato del Mundo Júnior de 2011      | 7 62.64             | 6 122.80            | 7 185.44            |                     |
| 22–30 de enero de 2011             | Campeonato de Estados Unidos de 2011     | 11 64.32            | 7 144.44            | 9 208.76            |                     |
| 22–26 de septiembre de 2010        | Grand Prix Júnior de Japón 2010          | 4 57.13             | 7 110.15            | 6 167.28            |                     |
| 25–28 de agosto de 2010            | Grand Prix Júnior de Francia 2010        | 3 58.00             | 1 122.57            | 2 180.57            |                     |
| Temporada 2009–2010                |                                          |                     |                     |                     |                     |
| Fecha                              | Evento                                   | Programa corto      | Programa libre      | Total               |                     |
| 1–3 de abril de 2010               | Trofeo Gardena Júnior de 2010            | 1 68.98             | 1 128.32            | 1 197.30            |                     |
| January 14–24, 2010                | Campeonato Júnior de Estados Unidos 2010 | 2 62.10             | 2 133.12            | 1 195.22            |                     |